# Adam Krieger

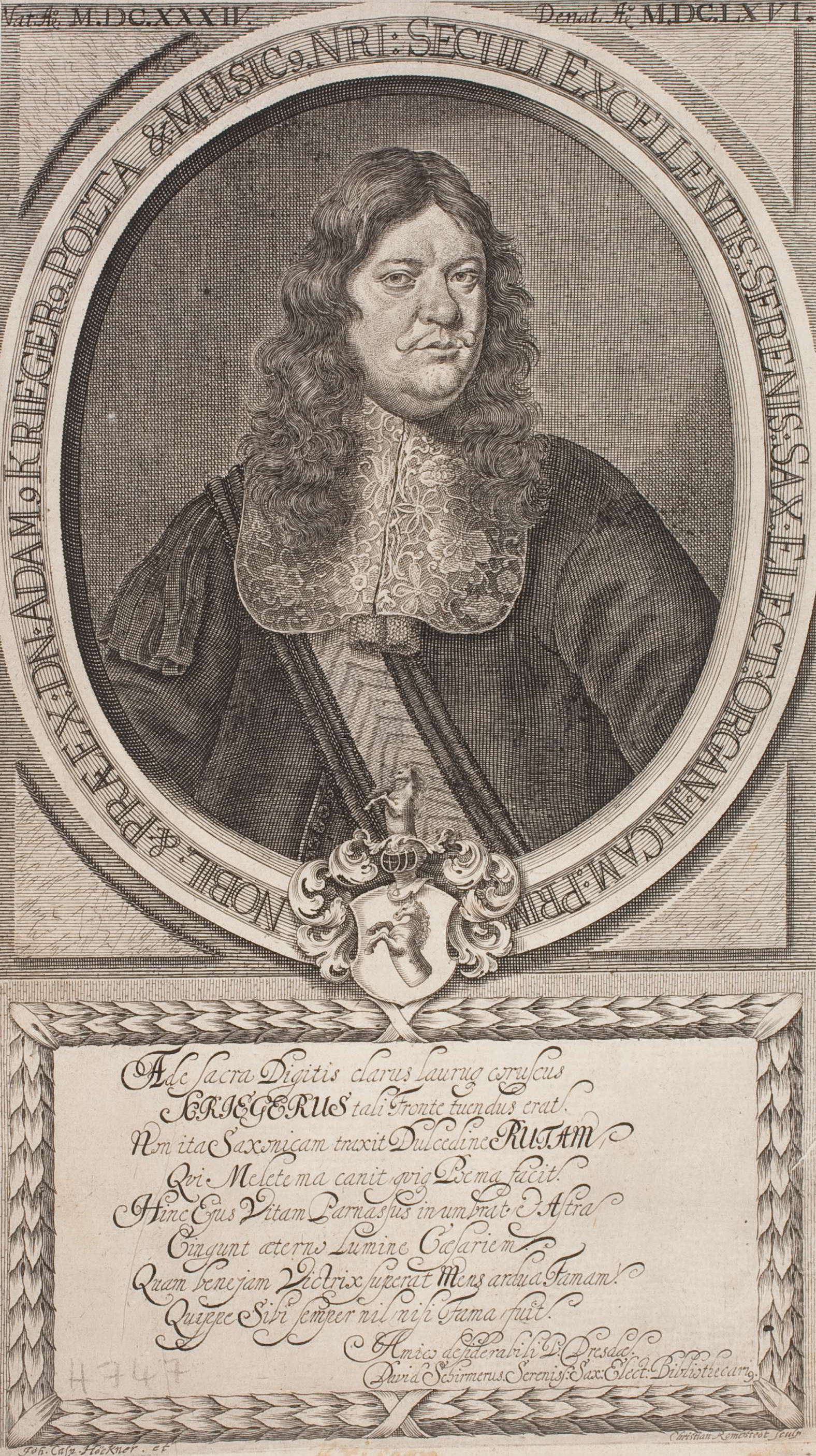
Adam Krieger

Adam Krieger, född 7 januari 1634 i Driesen, död 30 juni 1666 i Dresden, var en organist, kapellmästare och tonsättare som var verksam bland annat i Leipzig och Dresden. 
Han finns representerad i 1986 års psalmbok med tonsättning till tre verk (nr 188, 451 och 508).
I filmen Ordet (1943) läser Victor Sjöström Kriegers text Nun sich der Tag geendet hat ("Så går en dag än från vår tid").

## Psalmer
- Nu kommer kväll med vilans bud (1986 nr 508) tonsatt 1667
- När över Kidrons bäck du går (1986 nr 451) tonsatt 1667
- Så går en dag än från vår tid (1986 nr 188) tonsatt 1667 Finns på Wikisource.